# 拉艾县
拉艾县，是泰国南部那拉提瓦府的一个县。总面积435.6平方公里，总人口144259人，人口密度331.2人/平方公里（2005年）。

## 行政区划
拉艾县辖有7个区，60个村。